# Linea nigra

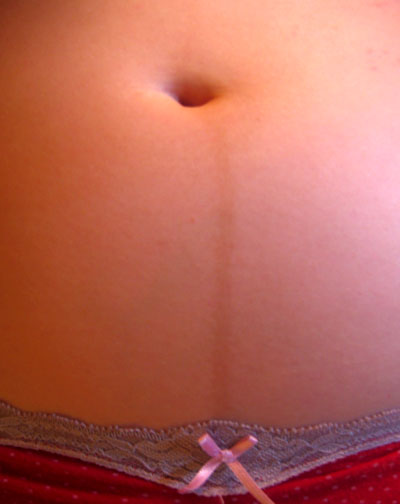
Linea nigra en el vientre de una mujer.

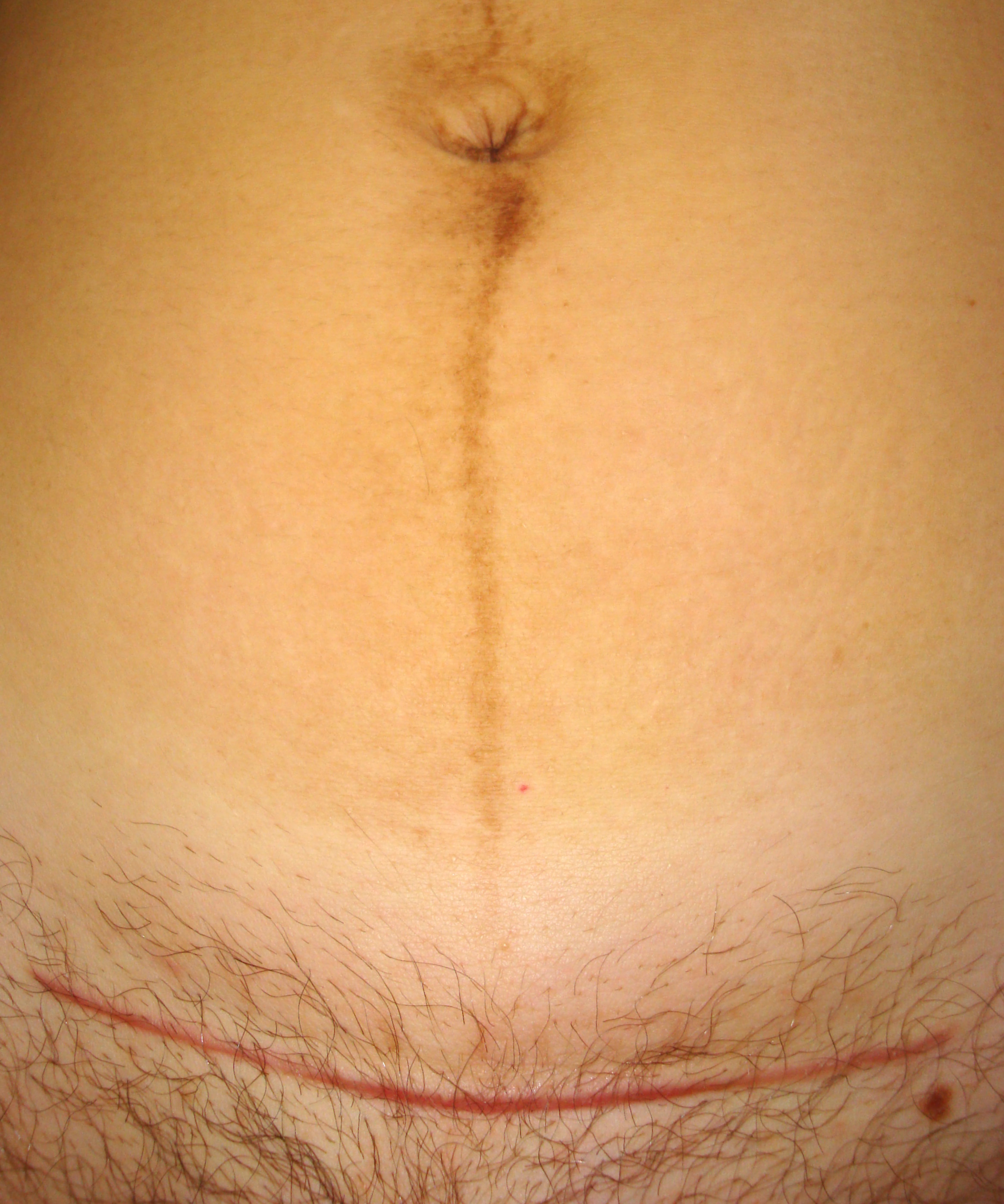
Una cicatriz de cesárea (línea roja horizontal) y la linea nigra visible en el abdomen de una mujer de 31 años siete semanas luego del parto

Linea nigra —del latín, literalmente línea negra— es una línea oscura vertical que aparece en el abdomen alrededor  del segundo trimestre de embarazo.
Generalmente la veta amarronada tiene no más de un centímetro de ancho y se extiende verticalmente a lo largo del abdomen, desde el pubis hasta el ombligo. En algunos casos puede extenderse desde el pubis hasta la parte superior del vientre.
La linea nigra aparece debido al aumento de la hormona estimulante de melanocitos por parte de la placenta,  que también causa melasma y el oscurecimiento de los pezones.
Las mujeres con piel clara son menos susceptibles a padecer el fenómeno que las mujeres con piel oscura.[cita requerida]
Antes de que aparezca puede verse como una línea blanca clara.[cita requerida]